# Hoka-Sprachen

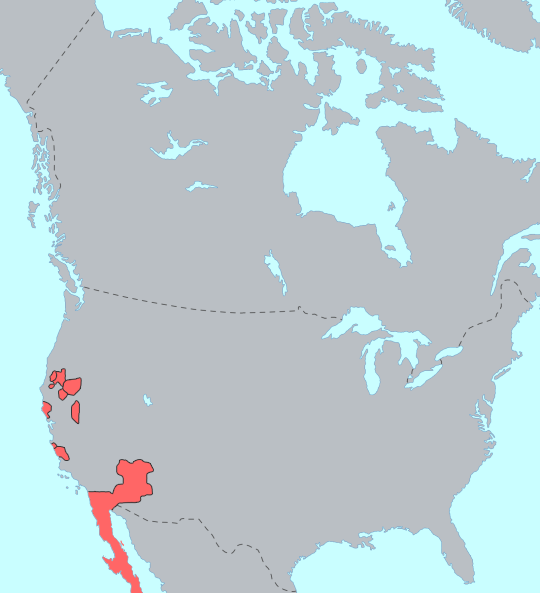
Verbreitung der Hoka-Sprachen

Hoka ist eine umstrittene Makro-Sprachfamilie, die diverse, hauptsächlich in Kalifornien vorkommende indigene amerikanische Sprachen zusammenfasst. Da allerdings bis heute keine überzeugenden Beweise für eine Verwandtschaft dieser Sprachen erbracht wurden, ist die Gültigkeit dieser Sprachfamilie unwahrscheinlich.
In der Liste der ISO-639-5-Codes wird die Sprachfamilie offiziell mit dem Kode [hok] geführt.

## Klassifikation der Hoka-Sprachen
- Hoka-Sprache
  - Esselen-Yuman-Sprache (10)
    - Esselen-Sprache
    - Yuma-Sprache
      - Cochimi-Sprache
      - Delta-Californian-Sprache (2)
        - Cocopa-Sprache
        - Kumiai-Sprache

      - Kiliwa-Sprache
      - Paipai-Sprache
      - River-Yuma-Sprache
        - Mohave-Sprache
        - Maricopa-Sprache
        - Quechan-Sprache

      - Upland-Yuma-Sprache                                                                                                       
        - Havasupai-Sprache 404 Sprecher (1990 Stand)
        - Walapai-Sprache (Hualapai) 440 Sprecher (1990 Stand)
        - Yavapai-Sprache 163 Sprecher (1990 Stand)

  - Northern-Hoka-Sprache (13)
    - Chimariko-Sprache
    - Karok-Shasta-Sprache (4)
      - Karok-Sprache
      - Shasta-Palaihnihan-Sprache (3)
        - Palaihnihan-Sprache (2)
          - Achumawi-Sprache
          - Atsugewi-Sprache

        - Shasta-Sprache

    - Pomo-Sprache (7)
      - Russian-River und Eastern-Pomo-Sprache (6)                                                                                                          
        - Eastern-Pomo-Sprache
        - Russian-River-Pomo-Sprache (5)
          - Northeastern-Pomo-Sprache
          - Northern-Pomo-Sprache
          - Kashaya-Sprache
          - Southern-Pomo-Sprache
          - Central-Pomo-Sprache

      - Southeastern-Pomo-Sprache

    - Yana-Sprache

  - Salinan-Seri-Sprache (2)
    - Salinan-Sprache
    - Seri-Sprache

  - Tequistlatecan
    - Chontal, Hochland Oaxaca
    - Chontal, Tiefebene Oaxaca

  - Washoe